# Rispen-Steinbrech
Der Rispen-Steinbrech (Saxifraga paniculata), auch Trauben-Steinbrech oder Immergrüner Steinbrech genannt, ist eine Pflanzenart aus der Gattung Steinbrech (Saxifraga) innerhalb der Familie der Steinbrechgewächse (Saxifragaceae).

## Beschreibung

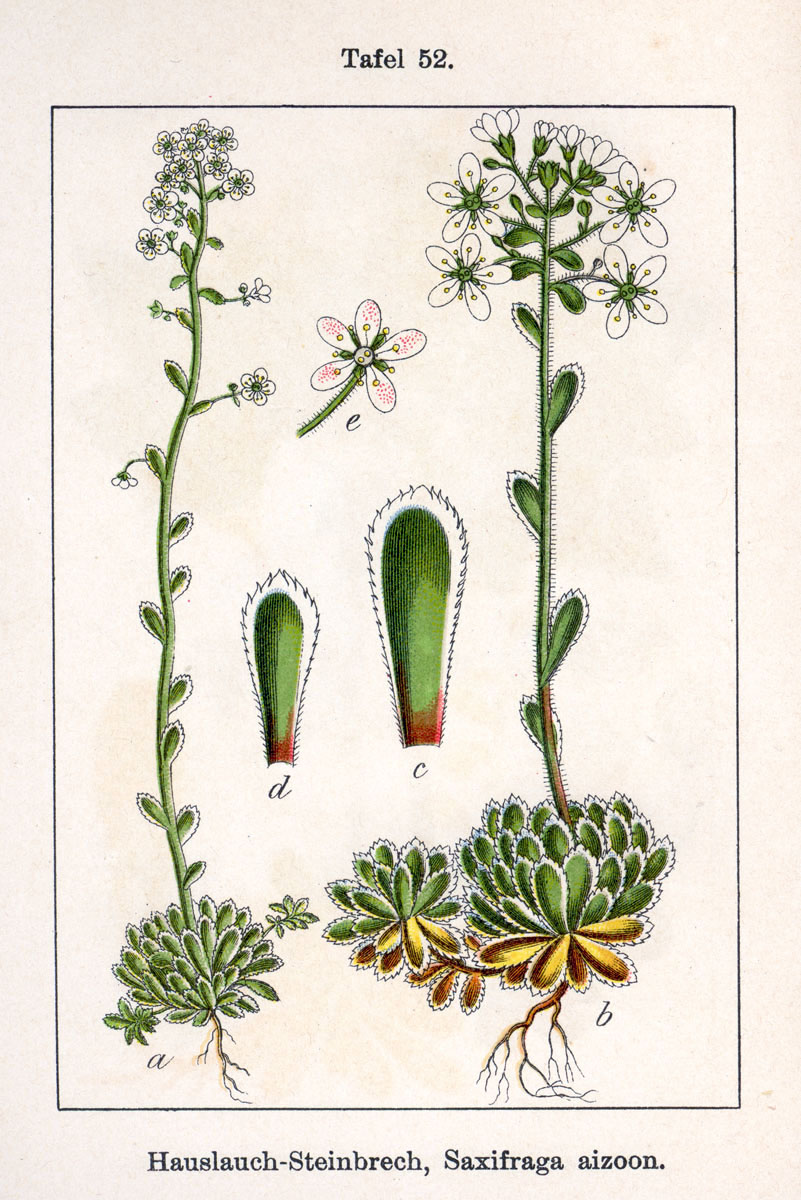
Illustration aus Sturm

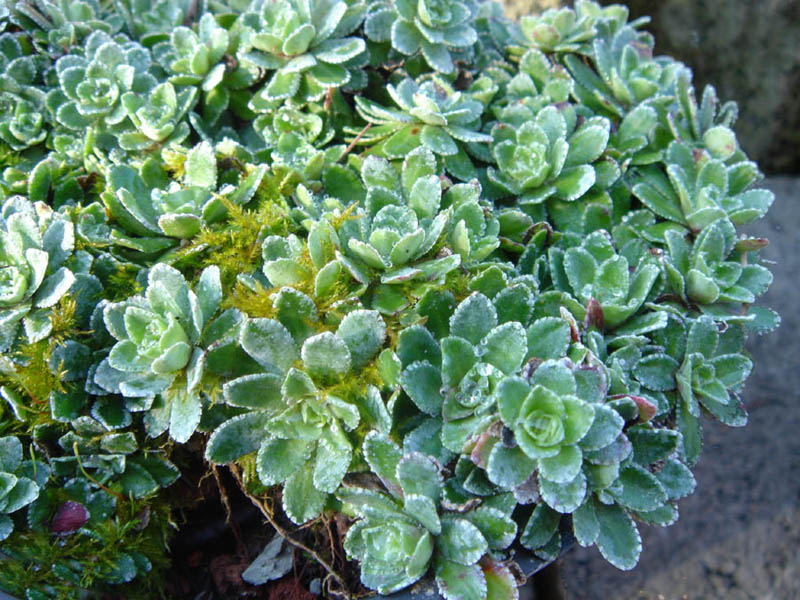
Blattrosetten

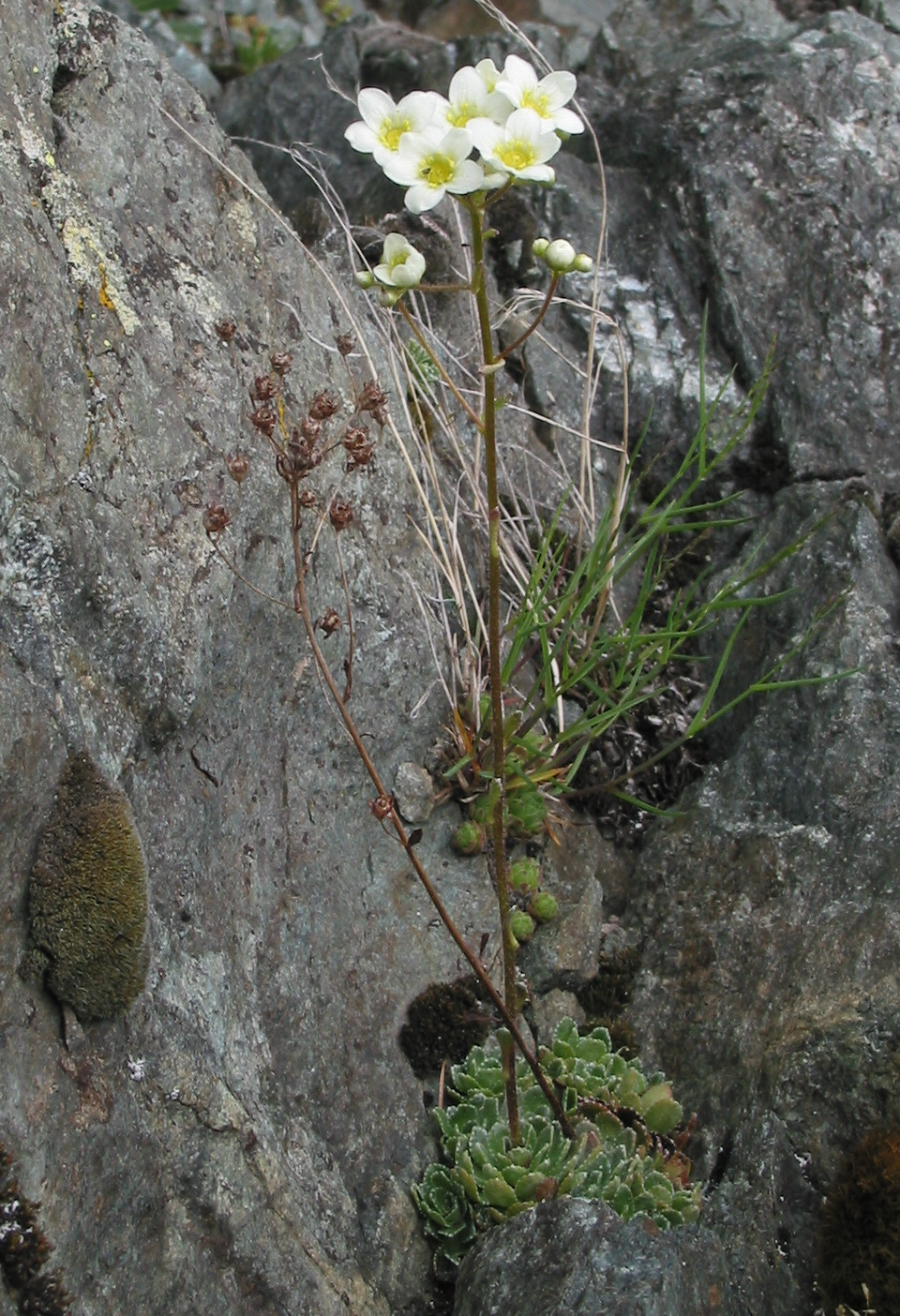
Rispen-Steinbrech im Engadin

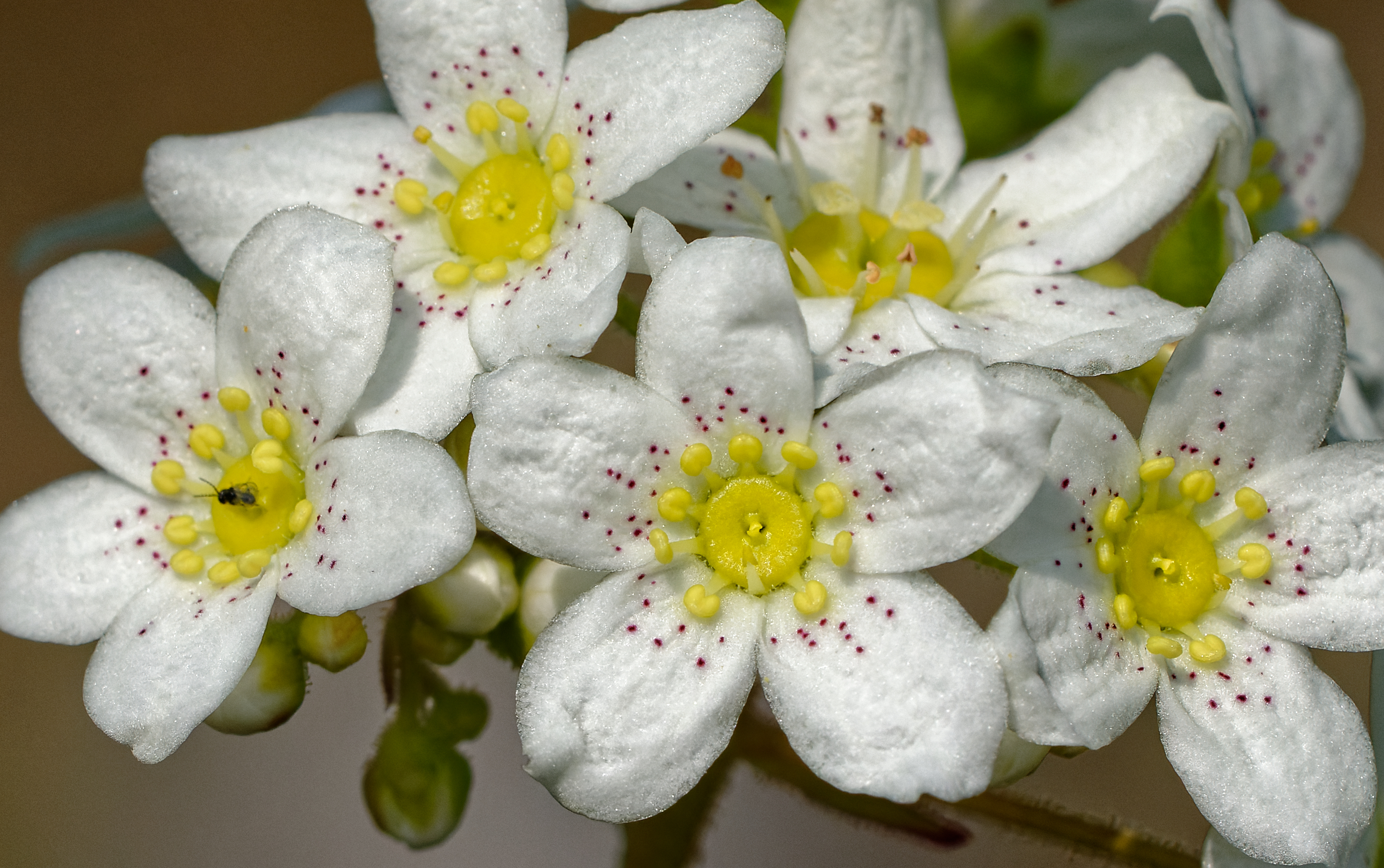
Blüten

### Vegetative Merkmale
Der Rispen-Steinbrech wächst als ausdauernde sukkulente Pflanze und erreicht Wuchshöhen von 5 bis 45 Zentimetern. Die immergrünen, fleischigen Blätter bilden ein bis zu 6 Zentimeter breites halbkugeliges Rosettenpolster. Die Stängel sind aufrecht und in der oberen Hälfte oder darüber rispig verzweigt. Sie sind unten meist kahl und oberwärt selten der Länge nach drüsig behaart. Die Blätter scheiden wie beim Blaugrünen Steinbrech (Saxifraga caesia) aktiv Kalk am Rand aus und sind oft mit einer hellgrauen Kalkschicht überzogen. Die Grundblätter werden 3 bis 50 Millimeter lang, 2 bis 5 Millimeter breit und sind eiförmig und auf den Flächen kahl. Die Stängelblätter sind oft zahlreich und kleiner als die Grundblätter.

### Generative Merkmale
Die Blütezeit liegt je nach Höhenlage im Mai bis August. Ein bis drei Blüten befinden sich je Rispenast in einem lockeren, rispenartigen traubigen Blütenstand am meist drüsig behaarten Stängel. Die zwittrige Blüte ist bei einem Durchmesser von 8 bis 15 Millimetern radiärsymmetrisch und fünfzählig. Die fünf Kelchzipfel sind 1 bis 2 Millimeter lang, eiförmig und stumpf oder spitz. Die 5 weißen bis gelblichen Kronblätter sind oft rotgepunktet. Die Staubblätter sind etwa halb so lang wie die Kronblätter. Der Fruchtknoten ist fast ganz unterständig. Die zwei Fruchtblätter sind nur teilweise verwachsen und enden jeweils in einem freien Griffel. Die Fruchtkapsel ist kugelig. Die Samen sind länglich, dunkelbraun und fein warzig-höckerig. Die Kapselfrüchte sind fachspaltig.
Die Chromosomenzahl beträgt 2n = 28.

## Ökologie
Vegetative Vermehrung erfolgt durch bis 4 Zentimeter lange Ausläufer. Der Rispen-Steinbrech ist sehr trockenresistent und frosthart und somit gut an extreme Standortbedingungen angepasst. Die Winkel der Blattzähne besitzen Wasserspalten (Hydathoden), die aktiv kalkreiches Wasser abscheiden, um den Kalküberschuss zu verringern. Nach Verdunstung des Wassers bleiben dort kleine Kalkschüppchen zurück. Immergrüne, kleine Blätter nützen jeden Sonnenstrahl, der Wasservorrat ist in den fleischigen Blättern mit einer dicken Oberhaut geschützt, Anordnung in Rosetten, angeborene Frosthärte. An schneefrei geblasenen Stellen ist Assimilation sogar im Winter möglich.
Nach Beobachtungen auf der Schwäbischen Alb ist der Rispen-Steinbrech lichtliebend, erträgt Halbschatten, meidet aber eher vollsonnige Südexposition. Der Rispen-Steinbrech gedeiht auf kalkreichen Felsen, vor allem auf Felsköpfen und Felsgesimsen, auch auf konsolidiertem Felsschutt. Der Rispen-Steinbrech wurzelt aber nicht mit der Hauptwurzel in Spalten, sondern mit vielen feineren Wurzeln in der dünnen humosen Schicht über den Felsen, gern zusammen mit teppichbildenden Moosen.
Blütenökologisch handelt es sich um „Nektarführende Scheibenblumen“. Die Blüten sind ausgeprägt vormännlich; die Griffel entwickeln sich erst nach dem Verstäuben der Staubbeutel. Die gelben Flecken an der Basis der Kronblätter verstärken die Signalwirkung der Staubblätter und ersetzen diese nach dem Abwurf der Staubbeutel (Antherenimitation). Dies soll verhindern, dass die Bestäuber die Blüten außerhalb der männlichen Phase meiden. Über 90 Insektenarten, vorwiegend Fliegen, kommen als Bestäuber in Frage.
Die Samen sind nur 0,6 bis 0,9 Millimeter lang und werden als Körnchenflieger ausgebreitet. Fruchtreife erfolgt ab September.

## Vorkommen
Saxifraga paniculata gedeiht in den europäischen Gebirgen in den Pyrenäen, den Alpen, dem Apennin, den Karpaten und in den Gebirgen der Balkanhalbinsel. Sie kommt aber auch in Island und Norwegen vor. Sie besiedelt (meist in besonderen Unterarten oder Varietäten) auch die Gebirge in Eurasien und Nordamerika.
Die Standorte dieser kalkliebende Pflanze sind meist felsige alpine Rasen, Felsspalten und Felsflure bis in die alpine Höhenstufe. Sie erreicht in Mitteleuropa im Kanton Wallis die Höhe von 3415 Meter Meerhöhe. Sie ist pflanzensoziologisch eine Charakterart der Ordnung Potentilletalia caulescentis. Nach Beobachtungen auf der Schwäbischen Alb kommt der Trauben-Steinbrech im Drabo-Hieracietum humilis, im Diantho-Festucetum pallescentis und im Valeriano-Seslerietum vor. In höheren Lagen der Alpen kommt die Art auch im Androsacetum helveticae, im Asplenio-Cystopteridetum vor und geht auch in lückige Rasenbestände des Caricetum firmae oder Seslerio-Semperviretum über. Die Art ist in Deutschland gesetzlich geschützt.
Die ökologischen Zeigerwerte nach Landolt et al. 2010 sind in der Schweiz: Feuchtezahl F = 2 (mäßig trocken), Lichtzahl L = 5 (sehr hell), Reaktionszahl R = 4 (neutral bis basisch), Temperaturzahl T = 2 (subalpin), Nährstoffzahl N = 2 (nährstoffarm), Kontinentalitätszahl K = 3 (subozeanisch bis subkontinental).

## Taxonomie
Die Erstveröffentlichung von Saxifraga paniculata erfolgte 1768 durch Philip Miller in Gard. Dict., 8. Auflage, n. 3. Synonyme für Saxifraga paniculata Mill. sind: Saxifraga aizoon Jacq., Chondrosea aizoon (Jacq.) Haw.

## Parasiten
Auf dem Rispen-Steinbrech leben die Schmarotzerpilze Exobasidium warmingii Rostr. und Puccinia pazschkei Dietel sowie eine minierende Larve einer Phytomyza-Art.